# Chiesa di San Giacomo Apostolo (Cesenatico)
La chiesa di San Giacomo Apostolo è un luogo di culto cattolico situato in via Giordano Bruno a Cesenatico, in provincia di Forlì-Cesena. La chiesa è sede dell'omonima parrocchia della zona pastorale del Mare della diocesi di Cesena-Sarsina.

## Storia
Un primo oratorio dedicato a San Giacomo Apostolo e a Cristoforo Martire fu costruito nel 1324. L'attuale fabbricato fu costruito nel 1763 su progetto dell'architetto svizzero Pietro Bastoni. Il 17 marzo 1875 la chiesa fu danneggiata da un violento sisma e successivamente restaurata. Durante la seconda guerra mondiale fu parzialmente distrutta dai bombardamenti alleati che colpirono Cesenatico.

## Descrizione
La chiesa presenta una pianta rettangolare con un'abside semicircolare. L'interno, a una navata sola, è sormontato da un soffitto a volta con archi a tutto sesto. I due lati sono scanditi da tre nicchie ciascuno con altari.